# Les Têtards à la recherche de leur maman
Pour les articles homonymes, voir Têtard (homonymie).
Pour plus de détails, voir Fiche technique et Distribution.
Les Têtards à la recherche de leur maman (小蝌蚪找妈妈, Xiǎo kēdǒu zhǎo māma) est un court métrage d'animation chinois réalisé par Te Wei en 1960. C'est une libre adaptation d'un conte populaire racontant la naissance d'un groupe de têtards qui partent aussitôt à la recherche de leur maman, mais mettent du temps à la retrouver faute de savoir à quoi elle ressemble. Le court métrage est le premier du réalisateur à utiliser la technique du lavis animé. Il est récompensé par plusieurs prix.

## Synopsis
Une grenouille pond des œufs dans l'eau. Lorsque les têtards viennent au monde, leur mère est absente, et ils partent alors à sa recherche. Mais ils ne l'ont jamais vue, ce qui ne leur facilite pas la tâche. Ils croisent plusieurs animaux de la mare, des poussins, une tortue, un poisson-chat, etc. qu'ils prennent toujours pour leur maman : les animaux de la mare les guident en leur décrivant peu à peu à quoi ressemble leur maman, jusqu'au moment où ils retrouvent finalement leur mère grenouille. Ils se rendent alors compte avec surprise que les grenouilles adultes n'ont pas tout à fait le même aspect que les têtards.

## Fiche technique
- Titre français : Les Têtards à la recherche de leur maman
- Titre original : 小蝌蚪找妈妈 (Xiǎo kēdǒu zhǎo māma)
- Réalisation : Te Wei
- Directeur artistique : Qian Jiajun[1]
- Dessins des personnages : Hu Jinqing
- Animation : Tang Cheng, Yan Dingxian, Dai Tielang, Lin Wenxiao, Pu Jiaxiang (liste incomplète)
- Photographie : Duan Xiaoxuan, You Yong, Wang Shirong
- Décors : Zhang Shaoru, Fang Pengnian
- Musique : Wu Yingju
- Pays :  Chine
- Langue : chinois
- Durée : 15 minutes
- Format : couleur, sans paroles
- Date de sortie : 1960

## Production
C'est le premier court métrage de Te Wei à expérimenter la technique du lavis animé. Le court métrage s'inspire des peintures de Qi Baishi.

## Récompenses
Le court métrage obtient, en 1962, le Prix du film pour enfants lors du 4e Festival international du film d'animation d'Annecy. En 1964, il remporte un Prix d'honneur au 17e Festival international du film de Cannes.

## Disponibilité en vidéo
En 2005, Les Têtards à la recherche de leur maman est édité en DVD en Chine par les studios de cinéma d'art de Shanghai dans un double DVD Chinese Classic Animation - Te Wei Collection  avec trois autres courts métrages réalisés par Te Wei (Le Général vaniteux, La Flûte du bouvier et Impression de montagne et d'eau).
En 2006, le court métrage est édité par Les Films du Paradoxe dans la deuxième édition du DVD Impression de montagne et d'eau et autres histoires..., en même temps que six autres courts métrages des studios de cinéma d'art de Shanghai (Impression de montagne et d'eau de Te Wei, Les singes qui veulent attraper la lune de Zhou Keqin, Les trois moines de Ah Da et trois courts métrages de Hu Jinqing : La mante religieuse, L'épouvantail et L'aigrette et l'huître). Ce court métrage ne figurait pas dans une première édition du DVD éditée en 2004, qui ne contenait que quatre courts métrages.